# 塞索里
塞索里（西班牙語：Sesori），是薩爾瓦多的城鎮，位於該國東部，由聖米格爾省負責管轄，面積203.30平方公里，海拔高度200米，2007年人口10,705，人口密度每平方公里52.66人。
13°43′N 88°22′W / 13.717°N 88.367°W